# Felix Bürgers
Felix Bürgers (* 15. Juli 1870 in Köln; † 18. August 1934 in Dachau) war ein deutscher Landschaftsmaler.

## Leben und künstlerisches Wirken

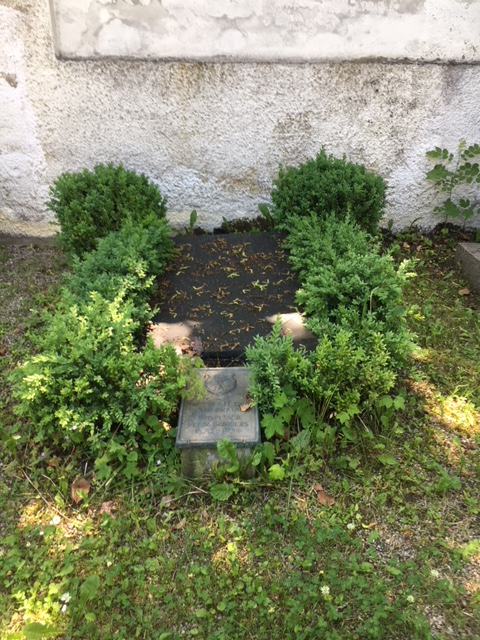
Grab des Künstlers auf dem Alten Friedhof in Dachau; Abteilung I, Nr. 65

Felix Bürgers absolvierte nach dem Abitur eine Ausbildung zum Kaufmann und arbeitete anschließend im Amsterdamer Kontor der väterlichen Tabakfabrik. Im Alter von 30 Jahren erkrankte er schwer, sein Arzt riet ihm zum Berufswechsel. Seiner Begabung und Neigung entsprechend, wandte sich Bürgers der Malerei zu. Er studierte an der Kunstakademie Stuttgart bei Otto Reininger und an der Kunstakademie Karlsruhe bei Ludwig Schmid-Reutte. Im Atelier Schmid-Reuttes lernte er seine Frau kennen, die aus Hannover stammende Malerin Gertrud Laurenz. Die Ehe wurde 1904 in Dachau geschlossen, wohin Felix Bürgers im Jahr 1900 übersiedelt war.
Ihr Haus Herzog-Albrecht-Straße 1 (heute 12) war Treffpunkt vieler Künstler. Felix Bürgers war ein ausgesprochener Naturliebhaber. Den seine Villa umgebenden Garten bepflanzte er mit seltenen Blütenstauden, die ihm als Modell für seine Blumengemälde dienten, und anderen Pflanzen. Zudem errichtete er ein großes Alpinum und züchtete Rosen. Heute befindet sich auf dem Grundstück ein Wohnheim für Menschen mit Behinderung, die Villa ist in privatem Besitz.
In Dachau vertiefte Felix Bürgers seine Studien bei Adolf Hölzel, dem Exponenten der Dachauer Schule. Er und seine Frau waren Mitbegründer der Künstlergruppe Dachau, ferner gehörte der  Maler der Münchner Künstlergesellschaft Allotria an und war (Jury-)Mitglied der Münchner Sezession, die zu seinem 60. Geburtstag im Münchner Glaspalast einige seiner Werke ausstellte. Beim Brand des Glaspalasts 1931 wurde eine ganze Kollektion seiner Gemälde zerstört.
Der Künstler weilte oft in Murnau am Staffelsee, im Gebiet von Staltach an den Osterseen, in Südtirol und in der Schweiz, wo viele seiner Seen- und Gebirgslandschaftsbilder entstanden.
Anlässlich seines 100. Geburtstags fand im Schloss Dachau eine große Ausstellung statt, für die der Sohn des Künstlers, Hannes Bürgers, verantwortlich zeichnete. Ein Teil seiner Werke ist in der Gemäldegalerie Dachau zu besichtigen; eine Straße der Stadt ist nach dem Künstler benannt.

## Werke (Auswahl)

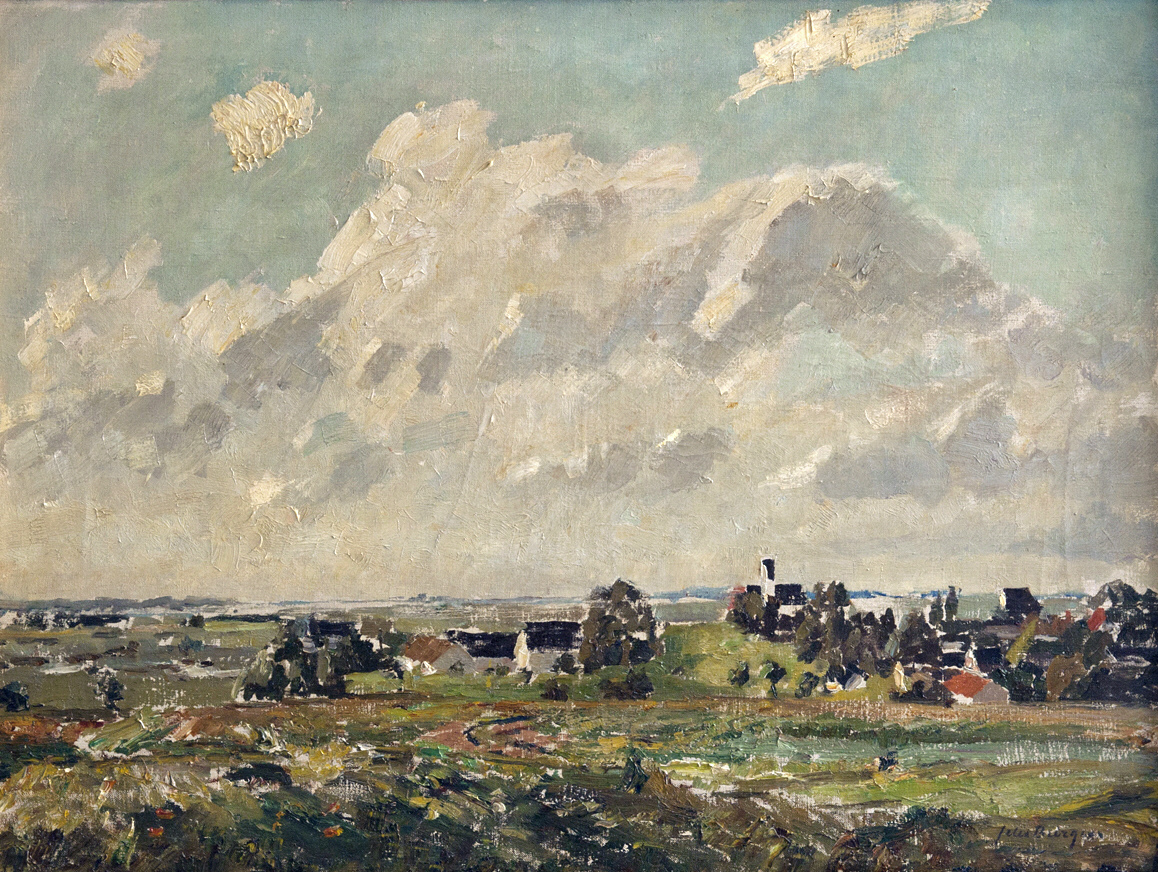
Früher Morgen

- Ein lichter Frühlings-Föhnhimmel über Dachau-Mitterndorf, Öl auf Leinwand, 49,5 cm × 64,5 cm
- Frühlingsweben im Dachauer Land, Öl auf Leinwand, 60 cm × 94 cm
- Vor dem Frühlingserwachen, Öl auf Leinwand, 66 cm × 88,5 cm
- Wintersonne im Hochgebirge, Öl auf Leinwand, 67 cm × 89 cm
- Ein sommerlicher Föhnhimmel, Öl auf Leinwand, 77 cm × 102,5 cm
- Landschaft, Öl auf Leinwand, 66 cm × 88 cm
- Birkenwald im Winter, Öl auf Leinwand, 101 cm × 77 cm